# Hrabstwo Norfolk (Ontario)
Uzasadnienie: artykuły o tym samym
Norfolk - historyczne hrabstwo w Ontario, w Kanadzie. Przestało istnieć w 1974 roku gdy zostało połączone z Hrabstwem Haldimand, tworząc Region Haldimand-Norfolk. W 2001, Region został ponownie rozłączony w Haldimand i Norfolk. Aczkolwiek nowe Norfolk formalnie nazywane jest hrabstwem (ang. Norfolk County), w rzeczywistości jest miastem wydzielonym.